# Géomètre-topographe
 (septembre 2014).
Pour les articles homonymes, voir Géomètre.
Un géomètre-topographe ou simplement topographe est un professionnel qui pratique la topographie, c'est-à-dire exerçant un métier qui consiste à effectuer des mesures afin de représenter ou contrôler des éléments puis de les représenter sur un support (papier ou informatique).

## Description
Le géomètre-topographe ne traite que la partie technique du métier et participe aux travaux de génie civil, topographie générale, expertises techniques, à l'exception du domaine foncier, réservé aux géomètres experts-fonciers.
Il utilise un matériel lui permettant de mesurer sur le terrain toutes sortes d'objets et de les dessiner par la suite sur un support de nos jours informatique, il participe aux projets d'infrastructures, épaule les bureaux d'études et les entreprises de travaux publics dans leurs différentes missions.
Le géomètre-topographe est un technicien qui effectue des mesures (de distances et d'angles) à l'aide d'instruments comme le théodolite, dans le but d'établir des plans topographiques. Il peut, à l'inverse, implanter des points sur le terrain à partir de données d'un plan. Pour cela, il doit respecter une précision (généralement de l'ordre du millimètre) demandée dans le cahier des charges.
Sa mission sur le terrain est de lever tout type d'environnement, terrain rural, maison individuelle, lever de corps de rue en ville... 
Au bureau, il est chargé de traiter les données puis d'établir le plan correspondant. 
Le plan topographique représente de façon précise le terrain (Modèle numérique de terrain) et les objets visibles et immuables comme la voirie, les bâtiments, les arbres, les clotûres, la signalisation horizontale et verticale... Le plan d'intérieur quant à lui, permet de représenter la position des murs, cloisons, portes, fenêtres, poutres et mobilier de salle bain ou cuisine. Ces plans sont indispensables si l'on veut vendre ou rénover son bien.
Enfin, il peut effectuer des missions d'implantation, de contrôles d'ouvrages, de verticalité, de bathymétrie...

## Matériel utilisé
- Chaîne d'arpenteur
- Équerrette
- Mètre ruban
- Distancemètre (télémètre laser)
- Tachéomètre
- Théodolite
- Niveau optique
- GPS différentiel
- Scanner tridimensionnel

## Source
- Cet article est partiellement ou en totalité issu de l'article intitulé « Topographe » (voir la liste des auteurs).
- Recueil des prestations de l'OGE